# 西宮市立生瀬小学校
西宮市立生瀬小学校（にしのみやしりつ なまぜしょうがっこう）は、兵庫県西宮市生瀬町2丁目に所在する公立小学校。

## 沿革
- 1873年（明治6年）10月22日 - 生瀬村揚明小学校として開校。
- 1884年（明治17年）4月 - 塩渓小学校生瀬分校と改称。
- 1887年（明治20年）4月 - 塩渓簡易小学校と改称。
- 1887年（明治20年）4月 - 有馬郡生瀬小学校と改称。
- 1898年（明治31年）4月 - 有馬郡生瀬尋常高等小学校と改称。
- 1941年（昭和16年）4月 - 生瀬国民学校と改称。
- 1947年（昭和22年）4月 - 塩瀬村立生瀬小学校と改称。
- 1951年（昭和26年）4月1日 - 塩瀬村が西宮市に編入され、西宮市立生瀬小学校と改称。

## 通学区域
- 塩瀬町生瀬、生瀬町1・2丁目、生瀬東町、青葉台1・2丁目、宝生ケ丘1・2丁目、生瀬高台、花の峯、生瀬武庫川町[1]

※卒業生は基本的に西宮市立塩瀬中学校に進学する。

## 著名な出身者
- 生瀬勝久（俳優）[2]
- 藤原紀香（女優）

## 通学区域が隣接している学校
- 西宮市立東山台小学校
- 西宮市立名塩小学校
- 西宮市立山口小学校
- 宝塚市立逆瀬台小学校
- 宝塚市立宝塚第一小学校
- 宝塚市立宝塚小学校